# Les Cokeries du Brabant
Les Cokeries du Brabant was een cokesfabriek annex gasfabriek die zich bevond in het dorp Verbrande Brug aan het Zeekanaal Brussel-Schelde nabij Grimbergen. Ze heeft bestaan van 1927 tot 1974. De fabriek zette steenkool om in cokes en gas. De cokes werden geproduceerd om te gebruiken bij de productie van staal. Het gas kon worden gebruikt voor verlichting en verwarming. In tegenstelling tot een aantal andere cokesfabrieken lag deze fabriek niet bij een steenkoolmijn of bij staalindustrie, maar bij de afzetmarkt voor gas.
De hoofdactiviteiten van de cokesfabriek waren gevestigd op de percelen waar anno 2021 Caterpillar en Saint-Gobain Weber liggen. Het noordelijke terreindeel werd voornamelijk gebruikt voor de opslag van steenkool en de geproduceerde cokes.

## Geschiedenis

### Voorgeschiedenis
De fabriek werd gebouwd op een terrein van 39 ha, voordien het kasteeldomein van de familie Cornet d’Elzius de Peissant. Het voormalige kasteel van Verbrande Brug brandde af in 1914.

### Bouw
De fabriek werd opgericht in 1927 en had als belangrijkste doel om de Brusselse agglomeratie van gas te voorzien. De fabriek was een dochteronderneming van het Britse Imperial Continental Gaz Association (ICGA). De bouw van de fabriek was een reactie op de vernietiging van veel gasfabrieken tijdens de Eerste Wereldoorlog. Er was veel vraag naar gas, en men besloot modernere gasfabrieken te bouwen op basis van cokesproductie, waarvan Les Cokeries du Brabant een voorbeeld was. Zij verving de gasfabrieken in Brussel en Antwerpen.
In 1931 kwam de Société Chimique de Selsaete tot stand. Deze ging de bijproducten van de Cokeries du Brabant verwerken. De fabriek werd de belangrijkste leverancier aan de distributiemaatschappij Distrigaz, en wel 600.000 m3 per dag in 1937.
De toenmalige bewoners van Verbrande Brug protesteerden met alle hunne krachten tegen de komst van de fabriek, om reden dat het onmogelijk zijn zal nog welkdanige werkvrucht te winnen of aan veekweek te doen en dat zulke fabriek onder opzicht van gezondheid en onze geliefde wijk veel schade zou aanrichten: dit alles ten grooten nadeel van land en volk, gezien onze gronden, gelegen in de Sennevallei, bijzonder vruchtbaar uit hunne natuur hierdoor tot onvruchtbaarheid gedoemd zijn.
Het was dit bedrijf dat in de jaren 30 van de 20e eeuw de fabriekswijk te Verbrande Brug heeft gebouwd. De fabriek veroorzaakte veel atmosferische milieuvervuiling. Nog in 1959 kwam een nieuwe cokesovenbatterij tot stand.

### Neergang
In 1966 kwam aardgas in België. De ICGA verkocht Distrigaz, dat zich geheel op aardgas omschakelde, een proces dat in 1971 was voltooid.
In 1969 werd de fabriek gesloten. Het personeel kon terecht bij de Antwerpse Gas Maatschappij en bij Electrogaz. Aanvankelijk had Sidmar nog belangstelling om de fabriek voorlopig te laten produceren, tot de eigen cokesfabriek te Zelzate gereedkwam. Het gas werd nu echter afgefakkeld, waardoor een grote vlam te zien zou zijn. Hiertegen rees opnieuw protest:
Cokery de Brabant is zoals U wel zult weten terug aan het werk. Wij dachte dat we alleen maar wat stof zoude krijgen zoals vroeger, maar nu is het nog veel erger, men laat namelijk giftige gassen uit waar zelf de plante van uit sterven, op de deuren en vensters kan men op een nacht het vettige vuil soms zo afkrappen. Nu vragen we U beleefd als U de nodige maatregels zou willen treffen om ons gezondheid te handhave.
In 1969 heeft de rechtsvoorganger van De Vlaamse Waterweg nv het terrein gekocht. Tussen 1971 en 1975 werden uiteindelijk de installaties van de cokesfabriek afgebroken.
Op 10 oktober 1971 volgde een protestbetoging. In 1974 stopte ook Sidmar de productie, daar de eigen cokesfabriek gereed was gekomen.
De fabrieksgebouwen werden verwijderd en op de locatie kwam vanaf 1976 een olie-opslagplaats van Total en een betonbedrijf (oorspronkelijk Beamix, thans Saint-Gobin Weber). Sindsdien takelde de fabriekswijk af. Met het verdwijnen van de cokesfabriek, verdwenen ook de winkels, de cafés en het sociale leven.
Op het zuidelijk deel van het terrein werd een exploitatie van DHL en Coffral gevestigd. Dit deel werd in 2014 herontwikkeld, waarbij de vernieuwde gebouwen en het nieuw aangelegde terrein werden gebruikt door Caterpillar.

### Grond- en waterverontreiniging
In 2012 werd een beschrijvend bodemonderzoek uitgevoerd voor de hele site, dat verfijnd werd door aanvullende beschrijvende bodemonderzoeken in 2017 en 2019.
In 2013 werd besloten een bodemsanering uit te voeren, daar de bodem verontreinigd is door gecomplexeerde cyaniden.

## Wetenswaardigheid
In de film Verbrande Brug uit 1975 wordt de site als één van Vlaanderens meest deprimerende plekken aangeduid.

## Bron
- Florence van Driel, 2007, Masterstudie Vrije Universiteit Brussel, o.l.v. prof. Dries Tys.